# Église Sainte-Marie-en-Vado
L'église Sainte-Marie-en-Vado (en italien : Chiesa di Santa Maria in Vado) est située dans la ville de Ferrare, dans la région d' Émilie-Romagne en Italie. Le nom dérive d'un gué ( vado ) du Pô , qui se trouvait à proximité.
L'intérieur a un plan basilical, avec trois nefs divisées par des colonnes, une abside et un transept.

## Historique
Une petite église sur le site est documentée dès le Xe siècle.
En 1171, un miracle eucharistique aurait eu lieu au sein de l'église : une hostie consacrée aurait versé du sang et les traits de l'Enfant-Jésus y seraient apparus.
L'église a été reconstruite en 1495 suivant les plans de Biagio Rossetti et fut consacrée en 1518. 

## Dimensions
Les dimensions de l'édifice sont les suivantes :
- hauteur intérieure ; environ 27 m [2]

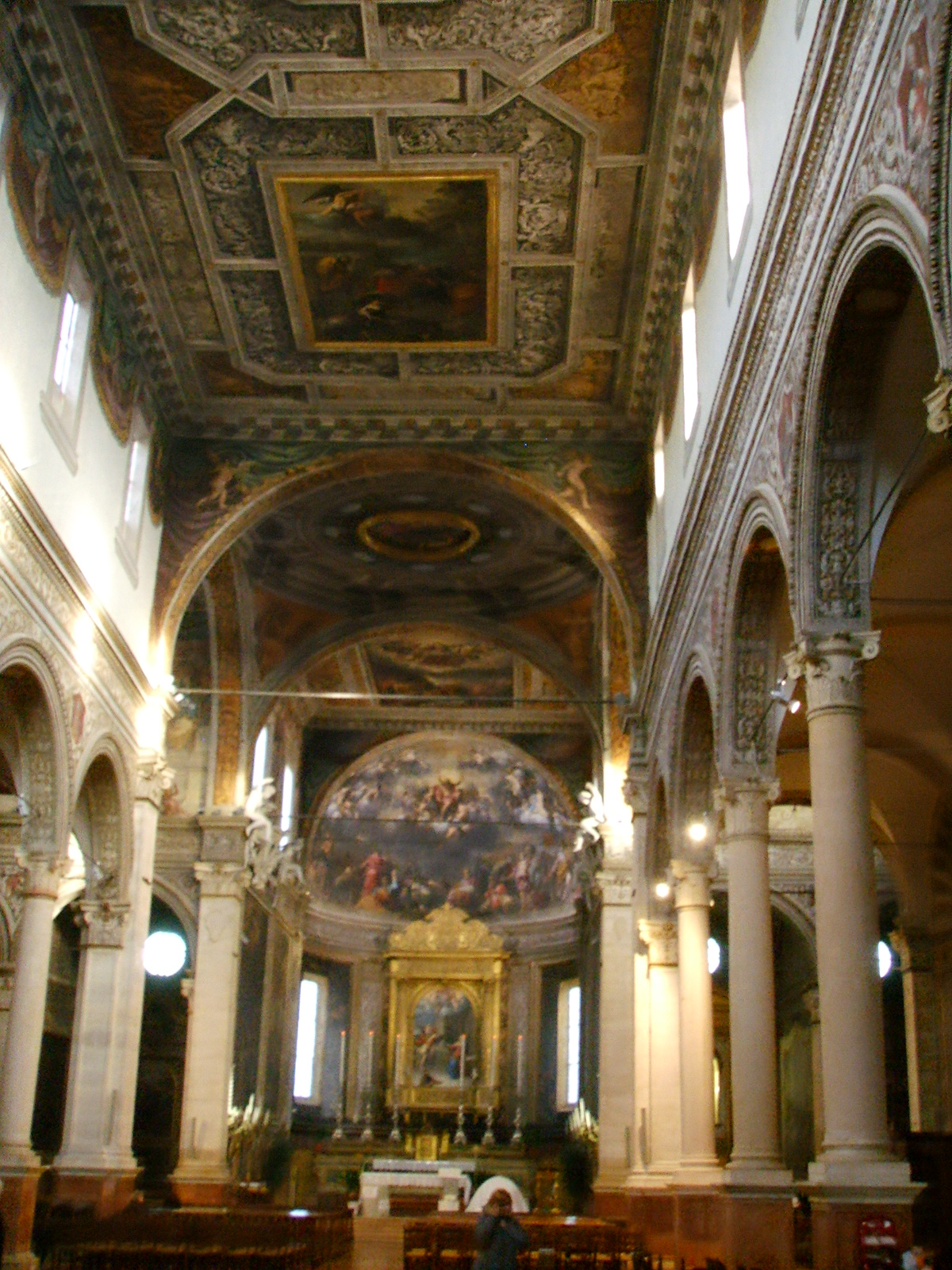
Intérieur de l'église